# リュウ (ストリートファイター)
リュウ（隆）は、カプコンが開発・販売している対戦格闘ゲーム『ストリートファイター』シリーズに登場する架空の人物。シリーズ全作品に登場しており、主役的存在である。

## 概要
1987年に『ストリートファイター』（以下『ストI』と表記）の主人公、1P側のプレイヤーキャラクターとして初登場する。
『ストI』では「RYU（隆）」の表記が使用されているが、その続編として1991年に発売された『ストリートファイターII』（以下『ストII』と表記）で「リュウ」と表記されるようになり、以後定着している。
「リュウ」という名前は『ストI』でディレクターを担当した西山隆志に因み、カプコンのゲームキャラクターにおいてはポピュラーな名前である。なおフルネームに関しては明らかにされておらず、一部の関連作品で名字が設定されたことはあるが、いずれも公式設定ではない。
『ストリートファイター』シリーズの主人公的キャラクターであるリュウは、カプコンを代表するキャラクターとしても認知されており、他社を含む多くのクロスオーバー作品に参加している。ただし『ストリートファイターIII』（以下『ストIII』と表記）ではアレックス、『ストリートファイター6』（以下『スト6』と表記）ではルークにそれぞれ主人公の座を譲る形になっている。

## キャラクター設定
鉢巻に白い道着、黒帯、赤系の篭手（グローブ）がトレードマーク。『ストI』では白い鉢巻とカンフー靴を身に着け、髪を赤く染めていたが、時系列順で『ストII』以降の作品では素足に黒髪（濃い茶髪）、赤い鉢巻となり、フルコンタクト空手の要素が入れられグローブにパットが付くようになった。『ストI』の直後を描いた『ストリートファイターZERO』（以下『ストZERO』と表記）シリーズでは『ストI』に近い白い鉢巻と赤茶色の髪で、『ストリートファイターZERO2』（以降『ストZERO2』と表記）のケンのエンディングにて、ケンの髪留めのリボンを譲り受けることになる。『ストリートファイターIIダッシュ』（以下『ストIIダッシュ』と表記）、『ストリートファイターIIダッシュ ターボ』（以下『ストIIターボ』と表記）、『ストリートファイターIII 3rd STRIKE』のイラストでは薄っすら顎髭を生やしており、『スト6』ではさらに口周りに濃い髭を蓄え、晒巻の半裸に袈裟と雪駄を着用している。
初登場作品である『ストI』におけるリュウは、幼少から学んだ様々な格闘技を独自の格闘スタイルに昇華させた若き天才格闘家と設定されており「最強の格闘家」となるべく世界中のストリートファイターたちと戦う旅に出発する。戦いの末に「ムエタイの帝王」サガットを「昇龍拳」で倒し、世界一の称号と栄誉を手に入れるが、嬉しそうな素振りも見せずにすぐに姿を消し、その後は“強い奴”と戦うため修行の旅を続ける。
続編である『ストII』において、暗殺拳を昇華させた格闘術を使う剛拳（ゴウケン）の弟子という設定が追加され、以後は一つの格闘流派に固執することなく他流派の技も積極的に取り入れ、空手、柔道、テコンドーといった各種格闘技をミックスした、独自のスタイルを作り出している。その後は自身の中に眠る「殺意の波動」と呼ばれる悪しき力に苦しみながらも「真の格闘家」になることを目指して戦い続けることを決意する。
『ストリートファイターV』（以下『ストV』と表記）でアートディレクターを務めた亀井敏征は「作品内の時間・時代が変化してもリュウは変化しない基準となるようにデザインしており、変わらず武を追求するリュウを基準として、他のキャラクターの成長や立場の変化などを理解できる作りにしている」と語っている。

### 人物

リュウの銅像（奈良県橿原市）

『ストI』当時は確立した人物像はなかったが、時期を経た『ストII』では落ち着いた人物として描かれる。『ストII』が世に出てからしばらくは豪快な性格に描かれることもあったが、徐々に剛毅木訥な一面が強調されていく。
『ストII』以後確立されたリュウの人物像としてまず挙げられるのは、ストイックな性格である。『ストII』以降の各作品でのエンディングでは、戦いに勝利しても自分自身は満足せず、最初から修行をやり直したり、自分が求めているものは何なのかを探し直すといった描写が多い。そこからリュウのイメージは、格闘に関しては非常に求道的で妥協を許さない。礼儀正しく謙虚な性格で自分の能力を他人にひけらかすことは無い、というのが専らとなっている。技名には頓着が無く、師匠から教わった「波動拳」「昇龍拳」などに対し、自ら開発した技は「上段三連撃」など味気ない名前になっている。
またリュウの人柄を表す設定に、ホームステージとして使用される「朱雀城」にある師匠、剛拳の墓を参るため年に一度訪れる、とするものもある。幼き頃は「朱雀城」を修行場とし、その近辺に位置する原野「玄武ヶ原」なども一部作品ではリュウのホームステージとして用いられる。
着替えの道着が入ったザックを持ち歩いている。『ストIII』では対戦前のデモで背景の方に置き、攻撃などによってその付近が揺れるとザックが倒れるといった細かい演出がある。『CAPCOM FIGHTING Jam』ではアナカリスの「王家の裁き」にかかった際に姿をザックに変化させられる。
勝利時の動作により演出される姿には、『ストI』からあった片手を突き上げるもの（ケン、ショーンも同様の動作を行う）と、『ストII』からの結わえ垂れた鉢巻の布が風に流される腕を組んだ姿があり、その二つが代表的。それらの演出は『ストII』以降のシリーズにおいて、ほとんどのゲームで見られる。
主人公ならではの特別な存在として位置づけられることも多く、劇場版アニメ『ストリートファイターII MOVIE』においては、シャドルーが調査した潜在格闘値が3620（それまでの最高が2000）という高い数値を示すというシーンもあった。また潜在的な力として、“殺意の波動”（後述）を秘めているとする設定が生まれている。しかし『ストリートファイター』の世界は勧善懲悪ではない設定のため、リュウが真の格闘家を目指して己のために戦うことはあっても、世界を救うことを目的として戦うということはない。
ゲーム内にて血縁関係については一切描かれていない。公式にそれを示す設定はなく、両親や家族がいるかは不明である。リュウ自身も自分の出生を知らず、物心つく頃から修行の日々を送っていたと語っている。しかし漫画などメディアミックス作品の中には豪鬼との何らかの関係を示唆するものがあり、中平正彦の漫画『RYU FINAL』ではケンの台詞で血縁関係の可能性に言及している（後日、作者がそう取れるよう描いたことを認めている）。OVA『ストリートファイターZERO: ジェネレーションズ』では豪鬼がリュウの父親であると受け取れる描写がなされた。また当作においてリュウは轟鉄の弟子である剛拳の許で養育されたという設定だが、『ストリートファイターIV』（以下『ストIV』と表記）においては、轟鉄と面識無しとする従来の設定から、幼少期より彼らと修行に明け暮れていた、と設定が改められている。
『ストII』以降は前述の彼の性格から多くの格闘家に影響を与えている様子が描かれている。リュウの人間性や真の格闘家への道をひたむきに探求する生き様に感銘を受ける者も多く、好敵手となっている格闘家も幾人か存在する。
かつて倒したサガットに加え、『ストZERO2』以降ではリュウに憧れる女子高生・春日野さくらも登場し、リュウは格闘家として追い掛けるべき存在と目された。中平正彦の漫画『RYU FINAL』では『ストIII』のキャラクターたちからも一目置かれており、仙人であるオロにも弟子入りを勧められている。
主人公という立場上、漫画作品や4コマ漫画などでは女性ファイター兼ヒロインである春麗やさくらを始めとする、彼と関わり合いを持つ女性たちに恋愛感情を抱かれていることが多々あるが、肝心の本人がその手の話に疎く、彼女たちの想いに気付く気配は全く無い（春麗は友人の1人、さくらは後進の1人という認識）。またゲーム本編では直接そういった描写がされることは少ない。『ゲーメスト』の『ストI』攻略ページに掲載された短編漫画では恋人に別れを告げて師匠の敵討ちの旅に出たという描写があるが、これは元ゲーメストライターの転清がカプコンの許諾なしに創作したものであり、公式の設定ではない。
「日本の春が似合う女性」が好みの女性のタイプとする設定もある。

### 他のキャラクターとの関係
「複数の作品で関わる」「互いのストーリーに影響しあう」など、重要性の高いキャラクターのみを特記、概要を述べる。
ケン・マスターズ
同門出身の兄弟弟子。リュウの親友で、最大のライバル。
少年時代をともに過ごし、ストリートファイターとなってからも互いの修行の成果を確かめるべく、たびたび拳を交えている。
豪鬼
「拳を極めし者」を名乗る格闘家。剛拳の弟で、ケンと同じく同門の出身。
リュウとケンの流派の総帥・轟鉄と師匠・剛拳を倒した。リュウの中に「殺意の波動」と呼ばれる力を見出しており、リュウがそれに目覚めることを望んでいる。
剛拳
リュウとケンの師匠。豪鬼の兄。
豪鬼に敗れて死亡したとされていたが、『ストIV』以降では生きていたことが判明。
火引弾
剛拳の元・弟子。
立場上はリュウやケンの兄弟子だが、修行の途中で破門されたため、当初は面識がなかった。
サガット
ムエタイの帝王。リュウのライバルの1人。
かつての戦いでリュウに敗北したことが原因で復讐の相手として憎悪していたが、やがて互いを認め合うライバルと言える関係となる。
自身の胸にある大きな傷跡は『ストI』の時期にリュウの「昇龍拳」によってつけられたもので、これに対抗するべく自身も「タイガーアッパーカット（タイガーブロウ）」などの必殺技を開発している。
春日野さくら
女子高生ストリートファイター。リュウの追っかけ。
リュウの戦う姿を見てストリートファイトに興味を持ち、同じ世界に足を踏み入れる。使用する技も、リュウの技を真似たものが多い。

### 貧乏とリュウ
「放浪の格闘家」というキャラクター設定に加え、「常に裸足で道着姿」という特徴的な風貌のリュウは、プレイヤーに「服を買うお金がない」などの印象をしばしば与える。『ストリートファイターZERO3』（以下『ストZERO3』と表記）では住所不定、無職と設定されている。そのためパロディ4コマ漫画などの二次創作では貧乏ネタを描かれることが多く、カプコン公式トレーディングカードでの描き下ろしイラストでは、コインランドリーの洗濯機をブリーフ一丁のリュウが仁王立ちでにらんでいる、というものがある。イラストを担当したイケノは「リュウの普段の生活ぶりを描こうとしてやりすぎた。本当はもっと常識のある人だと思う」と語っている。
ゲーム中における他キャラクターとの会話でもそれらに触れる描写もあり、『SNK VS. CAPCOM SVC CHAOS』（以下『SVC』と表記）では逆に、リョウ・サカザキのことを「貧乏な方が無敵の龍か」と本人の目の前で発言して怒らせるシーンもあったが、『ストIV』ではクリムゾン・ヴァイパーに敗北した際に、「税金はちゃんと払っているのか。保険には加入しているのか」と問い詰められている。
カプコンデザイン部部長のSHOEIは「リュウが貧乏という設定を作った覚えはなく、ちゃんとお金を持っている」と語っている。またあきまんの設定によると、ギャングの用心棒など危ないことも普通にやり、基本的にはストリートファイトでお金がなくなったら自分に賭けて稼ぐという。
中平正彦の漫画『さくらがんばる!』では、中国の飲食店で短期間働いていたと店主が話し、『RYU FINAL』では自炊の買い出しに出かけた際、安い食材ばかり購入するリュウに対し同行して来たオロに「お前の不味い飯には飽きた」「たまには美味い物が喰いたい」とぼやかれ、「粗食も修行だ」と鼻であしらった。OVA『ストリートファイターZERO: ジェネレーションズ』や『スト6』のワールドツアーでも、少なくとも無一文である様子には描かれておらず、修行中などの時以外は普通に道着以外の服を着ており、靴も履いている。ドラマCD『ストリートファイターZERO3 ドラマアルバム』ではリュウの家も登場する。『ストIV』の勝利台詞では裸足で戦うことについて「裸足の方が楽なだけで、（金銭的に）買えないわけではない」と語っている。『週刊ファミ通』2018年11月1日号に掲載されたガイルとの対談においても、定住所を持ちオフの時は普通の生活を送っていることや、飛行機に乗るだけの金銭も持っていることを語り、放浪者扱いされていることに対しては不満を見せていた。
『スト6』のワールドツアーにおいては、基本的に現地で稼いだ金を現地で使うことで暮らしているが、時には「黒いカード」で支払うこともあると語っている。各武術大会の賞金や異種格闘大会のゲスト参加、ちょっとしたトラブル解決の礼などでリュウ自身が稼いだお金を代わりにケンが受け取って管理しているという。なお「今の使い方のままだと一生かかってもなくならない」とのことだが、具体的にどれほどの蓄えがあるのかは明言されていない。

### 殺意の波動
師匠、剛拳の設定が生まれたことを切っ掛けにして、やがてリュウが使う格闘術は古来からの源流を持つ「暗殺拳」がベースとなっているとされていく。『スーパーストリートファイターII X』（以下『スパII X』と表記）にて豪鬼が登場し、リュウに関わる「暗殺拳」の一類の者と位置付けられ、続く『ストZERO』シリーズにて“殺意の波動”という名称がゲーム上で語られ始める（瞬獄殺、豪鬼#殺意の波動も参照）。同シリーズでは豪鬼はその力を持っているとされ、リュウもまた潜在的に殺意の波動を秘めているとされた。
以後より現在まで、シリーズを通してその設定は引き継がれている。しかし殺意の波動とはどのような力なのか、ゲーム本編で言及されることはほとんどない。ただ発現した者に強大な戦闘力をもたらすということは表現されており、ゲーム以外の媒体でも描かれている。
漫画作品、映像作品にはリュウがこれを克服することがテーマとなっているものがあり、ゲームによっては殺意の波動を忌まわしいものとするリュウが、克服を目標として旅するストーリーとなっているものもある。また『ストリートファイターZERO2 ALPHA』（以下『ZERO2 ALPHA』と表記）以降のゲームのいくつかでは、殺意の波動に呑まれてしまったリュウを個別のキャラクターとして使用できる（後述）。
この力を持つリュウを利用するため、登場する悪役キャラクターが彼に目をつける、というシークエンスもある。ゲーム本編の一つのストーリーでは、殺意の波動の使い手である豪鬼はリュウが完全に殺意の波動に目覚めて自らに匹敵する相手となることを望んでいる。また一つに、軍事企業・S.I.N社のCEOであるセスは殺意の波動を兵器に利用することを計画しており、リュウの身柄を狙っている、というものもある。
『ストIII』においてのリュウは殺意の波動を克服することも修行の旅の目的となっており、スーパーアーツのひとつ「電刃波動拳」は、殺意の波動をある程度制御することで使用を可能としている。また同作品に登場するショーンが殺意の波動に目覚めるにはリュウやケンに近いレベルまで成長する必要があり、まったく可能性がないわけではない。
時系列が『ストII』以後、『ストIII』以前のものとなっている『ストIV』では、リュウのエンディング、並びにオリジナルアニメーション『ストリートファイターIV〜新たなる絆〜』の終盤にて、リュウが殺意の波動を御するシーンがある。
『ストV』のゼネラルストーリーでは、今まで抑えつけていた殺意の波動と向き合い、ネカリとの二度目の闘いにおいて「破壊の力」としか考えていなかった殺意の波動を、自らの力のひとつとして受け入れることで、無の波動の覚醒に成功。この力を用いてネカリやベガ、豪鬼との決着を果たす。

## ゲーム上の特徴
『ストI』
主人公キャラクターであり、拳（ケン）と並んでプレイヤーキャラクターであった。一人でプレイする場合、プレイヤーが使用できるキャラクターは必然的に隆（リュウ）となる。後に三種の神器（後述）と呼ばれる必殺技「波動拳」「昇竜拳」「竜巻旋風脚」はこの時点ですでに備えており、本作では3発ヒットさせれば相手の体力を全て奪ってKOできるほどの威力を持っていた。昇竜拳に至っては、上昇、下降共に無敵判定で、1回の動作で3回ヒットしてKOということもあった。

『ストII』以降
ゲーム性が煮詰められ、対人戦に重きを置いて開発された『ストII』では、バランス調整のために前述した必殺技の性能が改められた。気の弾を射ち出す「波動拳」（飛び道具）、ジャンプ攻撃で飛び込んでくる相手を迎撃する「昇龍拳」（対空技）などを揃えた、スタンダードな性能のキャラクターとされた。この能力設定は、後発の格闘ゲームにおいて多く模倣・踏襲がなされており大きな影響をもたらしている。しばしば類似した性能を持ったキャラクターは「リュウケンタイプ」と俗称された。
『ストII』においては、技の動きや判定がほかのキャラクターに比べると弱く、必殺技性能もそれほど高くなかった。さらに、気絶時に攻撃を食らうとダメージが2倍になる弱点も設定されていたため、相対的にザンギエフに次ぐ弱いキャラクターと評価されている。画面端に相手を追い詰めるハメ技「鳥かご」が使えるため、対策としてサガットステージでは目印になる石をランダムに配置するプログラムが実装された。『ストIIダッシュ』においては「波動拳」をはじめとした技性能の底上げが図られ、使いやすい性能を備える。『スパII』では「ファイヤー波動拳」が加わり、『スパII X』では「昇龍拳」が完全無敵ではなくなったものの、高性能なスーパーコンボや地上中段攻撃（しゃがみガード不能攻撃）が追加されるなど、さらなる調整がなされた。
『ストZERO』でも基本的な性能はそのままに、「波動拳」がさらに高性能になった。強の「波動拳」は気絶値が高く、さらに至近距離で当てると相手を燃やす上にダウンさせる。『ZERO2 ALPHA』以降は「波動拳」の性能が低下したが、「ファイヤー波動拳」が「灼熱波動拳」として再び独立した。
『ストIII』においては、使いやすさは従来と変わらず、一撃の重さにより重点を置いたキャラクターとなる。
『ストIV』では、全ての状況に対応できる技が揃っており、初心者から上級者まで安定した戦い方ができる。
『ストV』では、フレーム周りや無敵技、キャンセル可能技などの共通部分は優秀なハイスタンダードキャラクターだった。一方で、通常技のリーチの短さやVシステムの使いにくさやVトリガーの逆転への起点作りの弱さなど、不利状況でできることが少ないという弱点が設定されていた。
『スト6』でも、無敵技や中足キャンセルなどの基本的な要素は兼ね備えている。ただし、ハイスタンダードというよりは、「上段足刀蹴り」や「波掌撃」などの一撃が重いパワー寄りの性能をしている。ドライブラッシュの足がやや遅いなどの弱点がある。

『ストV』エクストラバトル
エクストラバトルにて「THE MASTER」の名で、CPUとして登場する。洗練されたように青白い道着と新品のように赤い篭手を身に着けた姿で、動作速度が非常に速く攻撃範囲も広い強化されたリュウ。Vトリガーを発動することはないが、Vゲージを1ブロック消費することで「一心」を使用し、EXゲージ2ブロックで真空波動拳、3ブロックで「真・昇龍拳」を使用する。

格闘ゲーム以外の作品
シミュレーションRPG『NAMCO x CAPCOM』（以下『NxC』と表記）では、全体的に技のヒット数が少ないものの、基本攻撃力は全ユニット中トップクラスの値を誇り、「幸運」を除く全てのステータスが比較的高いというバランスの取れた性能を持つ。近距離戦を得意とするユニットだが、「波動拳」や「真空波動拳」が使えるので遠近両方で戦うことが可能である。スキルは主にリュウ自身の強化や補助を目的としたものを覚える。
『大乱闘スマッシュブラザーズ』（以下『スマブラ』と表記）では、ボタンを押す長さによって弱攻撃や強攻撃の強弱を使い分けたり、原作準拠のコマンド入力で必殺ワザを出したりすることが可能。「最後の切りふだ」は2種類あり、相手との距離によって発動する技が変化する。

## 技の解説

### 通常技
作品によって若干差異がある。ここでは『スト6』で使用する技の名称を掲載。
| 操作     | 立ち         | しゃがみ         | ジャンプ   |
| -------- | ------------ | ---------------- | ---------- |
| 弱パンチ | ジャブ       | ジャブ           | 肘落とし   |
| 中パンチ | 鉤突き       | ストレート       | すくい突き |
| 強パンチ | 正拳突き     | 突き上げアッパー | ストレート |
| 弱キック | ローキック   | キック           | ひざ蹴り   |
| 中キック | 横蹴り       | くるぶしキック   | 跳び蹴り   |
| 強キック | 後ろ回し蹴り | 回転足払い       | 飛び前蹴り |

### パーソナルアクション
腰を低く構え、気を高める動作を取る。この技を出して以降はスタンゲージの回復速度が向上する。効果はラウンド中永続し、最大3回まで蓄積する。

### Vシステム
心眼〔しんがん〕 [VスキルI]
ブロッキングの構えで相手の打撃技を受け流す。受け流すモーションは上段、中段、下段でそれぞれ異なる。
『ストIII』のブロッキングと異なり空中での発動は不可だが、後述の「葉流し」と異なり「当て身」に類され、一瞬の硬直を与える効果がある。

入り身〔いりみ〕 [VスキルII]
大きく踏み込みながら正拳突きを繰り出す。踏み込みの動作中に相手の攻撃を受けると正拳突きの後にさらに肘打ちで追撃する。

電刃練気〔でんじんれんき〕 [VトリガーI]
パンチ系の通常技、特殊技の気絶値が上昇。「波動拳」「昇龍拳」「真空波動拳」の性能が強化される。

確固不抜〔かっこふばつ〕 [VトリガーII]
必殺技として「一心」が使えるようになる。

波掌撃〔はしょうげき〕 [Vリバーサル]
両掌で波動を球形に凝縮させ、目の前で炸裂させる。

踏み込み上段鉤突き〔ふみこみじょうだんかぎづき〕 [Vシフトブレイク]
豪鬼や殺意リュウの「鬼哭突き」を表裏反転したような動作で、踏み込みながら突きを繰り出す。

### ドライブシステム
震撃〔しんげき〕
ドライブインパクト。後述の「セービングアタック」や「徹心」に似た、踏み込みながらの正拳突き。
胸尖打ち〔きょうせんうち〕
ドライブリバーサル。踏み込みながらの肘打ち。

### 通常投げ
背負い投げ〔せおいなげ〕
作品によってモーションや性能が大きく異なる。『ストII』や『ストZERO』などでは、正面で相手の胸倉を掴み担ぎ上げ、遠く後方へ放り投げ飛ばす。『ストIII』や『ストIV』などでは、捕捉した相手の襟首を掴み、地面を蹴り込む反動で自分の肩越しに前方に投げ落とす。『ストV』では背負落に準拠した動作で、膝は着かずに自分の背中で担いで投げる。『スマブラ』および『スト6』では1回転してから投げる。
『ストリートファイターIII 3rd STRIKE』以降、レバーの方向によって技が決まる（＝投げる方向を任意に指定できない）作品ではニュートラルおよび前方（レバー前入力）投げに対応。『ZERO3』では『MARVEL VS.』シリーズのように空中でも出すことが可能。

巴投げ〔ともえなげ〕
相手の胸倉を掴み、後ろに倒れ込みながら投げ飛ばす。
レバーの方向によって技が決まる作品では後方（レバー後ろ入力）投げに対応。

### 特殊技
操作方法などの関係で通常技から特殊技に変更されたものは記載しない。
鎖骨割り〔さこつわり〕
初出は『スパII X』。通称「中ゴス」。
振り被って前方に踏込み、2ヒットのフックを振り下ろす。『ストV』以降ではより踏み込みながら低い位置を狙う。
攻撃前に振り被る動作があり隙が大きいが、しゃがんでいる相手のキャラクターはガードできないという特性がある。地上から繰り出すしゃがみガードできない技＝“中段技”の端緒の一つである。
『ストリートファイターEX』（以下『ストEX』と表記）シリーズでは、ガードブレイクおよびハードアタックとして使用する。

鳩尾砕き〔みぞおちくだき / きゅうびくだき〕
初出は『スパII X』。前方に踏み込みつつ逆突きでのボディブローを放つ。通称「大ゴス」。
技の発生自体は遅いが、ガード時にリュウが先に動けたり、ヒット時に中パンチ以上の攻撃が繋がるシリーズが多く、リュウの中でもハイリスクハイリターンの技となっている。
読み方はほとんどの作品で「みぞおちくだき」だが、『ストEX』シリーズのみ「きゅうびくだき」となっている。

正中二段突き〔せいちゅうにだんつき〕
『ZERO3』にて使用。上記の「鳩尾砕き」の変形版。X-ISM、V-ISMで使用できる。
上体を退いた構えから踏み出しつつ肘鉄を放つ技で、肘と出掛かりの肩で2ヒットする。

旋風脚〔せんぷうきゃく〕
初出は『ストZERO』。小さくジャンプして回し蹴りを放つ。
垂直ジャンプ強キックと同じ動作だが、『スト6』では『ストV』の豪鬼の「豪旋脚」を表裏反転したような動作に変更されている。

踵落とし〔かかとおとし〕
『ウルトラストリートファイターIV』（以下『ウルIV』と表記）のオメガエディションにて使用。近距離立ち強キックとは別に存在しており、こちらは遠距離立ち強キックの動作からより低い位置まで蹴り落とす。空中の相手に当てると相手をダウンさせられる。
『ストV』、『スト6』では従来の近距離立ち強キック（一部作品では立ち中キック）が特殊技扱いとなっている。

上げ突き〔あげつき〕
『スト6』で追加された、『ストIV』シリーズの近距離強パンチと同じようなモーションの特殊技。
『ストIV』シリーズの近距離強パンチと同じく、強攻撃でありながら発生が速く、キャンセル先の必殺技も大技が繋がりやすい。

### ターゲットコンボ
上段二連撃〔じょうだんにれんげき〕
『ストIII』から使用するターゲットコンボ（『ウルIV』ではオメガエディションのみ、名称は『ストV』以降のもの）。（遠距離）立ち強パンチの後に立ち強キックを繰り出す。
『ウルIV』のオメガエディションでは、最後の回し蹴りにアーマーブレイク属性が追加される。

上段三連撃〔じょうだんさんれんげき〕
『ウルIV』のオメガエディション、『ストV』でのターゲットコンボ（名称は『ストV』のもの）。上のターゲットコンボが（遠距離）中パンチから始まるようになったもの。
『ストV』ではバージョンアップにより、2段目をしゃがみ強パンチに切り替えられるようになった。

不破三連撃〔ふわさんれんげき〕
『スト6』でのターゲットコンボ。上記の「上段三連撃」と入れ替わる形で実装され、2段目が立ち弱キックに、3段目が独自の回し蹴りになっている。

### 必殺技
波動拳〔はどうけん〕
体内の気を組み合わせた両手に集め、前方に突き出して気弾を発射する。
『ストI』からあるリュウの代表的な技の1つ。初期はケンのものと同じ性能だったが、次第にリュウのものは性能が向上していき「弾の大型化」などの差別化が図られるようになった。
『ストIII』、『ストIV』、『ストリートファイター X 鉄拳』（以下『ストクロ』と表記）のEX版は後述の「灼熱波動拳」の演出になる。
『ストV』ではVトリガー[I]の「電刃練気」発動中、威力とスタン値が強化され溜めが可能になり、最大まで溜めるとガードクラッシュ効果が付く。
西山隆志によると原型は『宇宙戦艦ヤマト』の波動砲であり、力を貯めて一気にそのエネルギーを解放するところが必殺技らしいと語っている。

ファイヤー波動拳〔ファイヤーはどうけん〕 / 灼熱波動拳〔しゃくねつはどうけん〕
初出は『スパII』。炎を帯びた「波動拳」を発射し、相手を燃やす。
作品によって性能が異なる場合が多いが、おおむね「通常の波動拳よりも高威力だが隙が大きいもの」「至近距離でヒットさせると相手をダウンさせる効果を持つもの」「波動拳の上位版として実装されているもの」のいずれかであることが多い。
『ストZERO』『ストZERO2』では独立した技としては実装されていないが、強で出した時の出始めの一瞬だけ気弾が赤くなり、ヒットした時に相手を確実にダウンさせる。
元は『ストII』シリーズ初期において稀に出る色違いの赤い波動拳で（性能に差はない）、それが別の技として独立したものである。
『ストZERO2 ALPHA』以降、ほとんどの作品では「灼熱波動拳」の名称が採用されているが、初出の『ストII』シリーズとエンターライズ販売のパチスロ『ストリートファイターIV』では「ファイヤー波動拳」となっている。

波動の構え〔はどうのかまえ〕
『ストZERO2』、『ストZERO3』、『Super Street Fighter II Turbo HD Remix』のRemixモードにて使用。「波動拳」の動作だけを行うフェイント。通常技からのキャンセルも可能。

連波動拳〔れんはどうけん〕
『ULTIMATE MARVEL VS. CAPCOM 3』（以下『UMvC3』と表記）にて使用。射程は短いが、ボタン連打で気弾を連射できる。

爆波動拳〔ばくはどうけん〕
『UMvC3』にて使用。射程の長い見えない気弾を撃ち、当たると爆炎で吹き飛ばす。「連波動拳」を溜め撃ちするとこの技になる。

昇竜拳 / 昇龍拳〔しょうりゅうけん〕
沈み込んだ態勢からアッパーカットを繰り出し上空に跳び上がる。
『ストII』では地上で当てても相手はのけぞるだけで落下中に反撃を受けることがあったが、『ストIIダッシュ』以降では当たった時に相手をダウンさせるようになった。発動した瞬間や上昇中に無敵時間があることが多く、相手の攻撃への割り込みや優秀な対空技として機能する。
『ストクロ』、『ストV』のEX版は後述の「真・昇龍拳」と同様の動作になり、昇龍拳が一番根本の位置で命中すると、逆の腕での昇龍拳で追撃を繰り出す。根本ヒットしなかった場合は単発の昇龍拳になる。
ゲームのストーリー設定においては、『ストII』より「サガットの胸に傷をつけた技」とされ、この技からサガットが「タイガーアッパーカット（タイガーブロウ）」を編み出したとされている。いくつかの漫画作品では、「威力が高すぎて致死性が高い」「拳を突き上げる動作は天（神仏）に対して拳を向ける」など、作品によって異なる理由で禁じ手になっている。
最初期はアッパーカットと膝蹴りの複合技だと説明されているが、後シリーズにおいては膝に当たり判定はなく、また膝蹴りではなく膝が前に出ているのは飛び上がりモーションである。開発者によると「昇龍拳」と「真・昇龍拳」は「アッパー」と「跳び膝蹴り」で相手の顎を砕く「連続攻撃」であり、2ヒットするのが正しいとされる。
『ストII』以降、ほとんどの作品では「昇龍拳」の表記が採用されているが、『ストI』とその家庭用移植版『ファイティングストリート』、および『エックスメン VS. ストリートファイター』（以下『XMvSF』と表記）のインストラクションカードでは「昇竜拳」と表記されている。

波動昇龍拳〔はどうしょうりゅうけん〕
『UMvC3』にて使用。斜め上に「波動拳」を撃ちながら「昇龍拳」を繰り出す。

竜巻旋風脚〔たつまきせんぷうきゃく〕
宙に浮き上がり、竜巻のように回転しながら連続して回し蹴りを放つ。動作中は前方に直進する。
『ストI』では頭上に上昇し、空中で連続して回し蹴りを放ちながらわずかに前進していくものだった。
『ストII』では連続ヒットする技だったが、『ストIIダッシュ』でケンとの差別化が図られるようになってからは単発のみヒットし、相手を吹き飛ばしてダウンを奪えるようになった。いずれのシリーズでもほとんどのしゃがんだ相手キャラクターには当たらない。
『ストIII』から『ストV』までは一部作品を除き、『ストII』シリーズなどとは回転方向が逆になっている。『ストリートファイターIII 2nd IMPACT』（以下『ストIII 2nd』と表記）以降のEX版やオーバードライブアーツ版（以下「OD版」と表記）は後述の「真空竜巻旋風脚」に準じた動作になる。
『ストEX』シリーズでは技名を発さず、連続入力で次々とソバットを繰り出すものになっている。

空中竜巻旋風脚〔くうちゅうたつまきせんぷうきゃく〕
初出は『ストIIターボ』。「竜巻旋風脚」の空中版で、作品によって軌道が異なる。
ほとんどの作品では放物線を描くように飛ぶが、『ストIIターボ』や『タツノコ VS. CAPCOM』（以下『タツカプ』と表記）、『MARVEL VS. CAPCOM 3』（以下『MvC3』と表記）の中・強版は真横に進み、『MvC3』の弱版はジャンプの方向に関係なく若干前進しながら下降する。『マーベル VS. カプコン:インフィニット』（以下『MvCI』と表記）ではレバー入力の方法によって軌道を使い分けられる。
『ストEX』シリーズや『ストリートファイターIII -NEW GENERATION-』では実装されていない。

上段足刀蹴り〔じょうだんそくとうげり〕
初出は『ストIII』。前へ大きくサイドステップしつつ体を捻り、足の側面（足刀部）とカカトで蹴りを突き込む。『ストV』では体を捻らず、顔を相手側に向けたまま蹴る。『スト6』では体を大きく捻り、蹴る瞬間に一気に前進する。
技の発生は遅いが、威力、スタン値ともに高い。EX版（OD版）はヒットさせると相手が画面端にぶつかって跳ね返り、そこに空中追撃が可能。
『ポケットファイター』では通常技の立ちキック、『スマブラ』では横スマッシュ攻撃として使用する。

波掌撃〔はしょうげき〕
『スト6』にて使用。前述のVリバーサル版とは動作が異なり、前進して発勁のようなポーズで気を放つ固め技。
弱版はガードされても確定反撃を貰わず、強版は発生は遅いがガードさせればリュウが先に動ける。
OD版はガード時もリュウが先に動け、「電刃練気」で強化されていれば膝崩れダウンでほぼフルコンボを叩き込める。

電刃錬気〔でんじんれんき〕
『スト6』にて使用。前述のVトリガーの「電刃練気」とは性能が異なり、次に出す「波動拳」「波掌撃」「真空波動拳」のいずれかを強化する。

葉流し〔はながし〕
『ウルIV』のオメガエディションにて使用。ブロッキングの動作を取り、リカバリアブルダメージも無効にする、ダメージ無効のアーマーが一瞬付く。スタンだけは上昇していく。
成立後にはEXゲージを使った追加攻撃が可能。セービングアタック同様アーマーブレイク属性は防げない。
成立中は『ストIII』シリーズのブロッキングのように相手に一定の追加硬直時間を与えない、文字通りの「受け流し」であるため多段技の「葉流し」の難易度は高い。

徹心〔てっしん〕
「葉流し」中に3つのパンチボタン同時押しで発動する、セービングアタックの反撃動作と同じ正拳突きで3ヒット。アーマーブレイク属性。

一心〔いっしん〕
「葉流し」成立後に発動すると本技となり、威力が上昇する。相手に直接拳を向けず、気のみで反撃する。
初期は「徹心」と同様の動作で重い1ヒットだったが、バージョンアップによりセービングアタックの構え動作に変更された。
発動から攻撃判定の発生まで若干時間差があり、この間は完全無敵。
『ストV』ではVトリガー[II]発動中に使用可能。Vスキル[I]の「心眼」と同じ構えを取り、相手の攻撃を受けると相手を掴んで、強力な正拳突きを打ち込む。攻撃成立後は相手は膝崩れダウンし、特定の必殺技で追撃可能。

セービングアタック
元々は『ストIV』で導入された全キャラクターが使用できるシステムだが、『スマブラ』ではリュウの下必殺ワザとして採用されている。
1発だけ相手の攻撃を耐えられる、3段階までセービングを溜めることができる、2段階以上のセービングを地上にいる相手にヒットさせると膝崩れダウンを誘発、前後にダッシュすることでセービングキャンセルが可能など、基本的な性能は『ストIV』のものを踏襲している。
ただし空中でも発動可、発動までにスティックを逆方向に倒すことで振り向きながら攻撃が可能、耐えたダメージは自然回復しない、といった違いもある。
なお『スマブラ』でリュウが使用する必殺ワザの中で、このワザのみコマンド入力には対応していない。

### スーパーコンボ他
真空波動拳〔しんくうはどうけん〕
「波動拳」の強化版を放つ、リュウの代表的なスーパーコンボ。複数の「波動拳」を1つに合わせて発射する。『スパII X』から使用。
『ストZERO』シリーズや『CAPCOM VS. SNK』（以下『CvS』と表記）ではレベルによってヒット数が変わり、『ストZERO』および『ストZERO2』のレベル3版は最後に「灼熱波動拳」に変化して相手を燃やす。
『ストV』では「電刃練気」中に発動すると後述の「電刃波動拳」に変化する。『スト6』でも「電刃錬気」中に発動するとボイスが「電刃」に変わるが、こちらは強化版も名称自体は「真空波動拳」のまま。
『MARVEL VS.』シリーズや『タツカプ』では光線のような太いビーム状の気を放つものになっており、空中でも使用可能。『MvC3』以降では、地上では真上、空中では真下に発射することもできる。
『スマブラ』では「最後の切りふだ」の一つで、相手との距離が離れている通常時はこれが発動する。気流を纏うため、ある程度離れた相手を巻き込む性質を持っている。
『ZERO2』における本技のバックストーリーに、師匠からいつか伝授されるはずだったという記述がある。

電刃波動拳〔でんじんはどうけん〕
初出は『ストIII』。波動の気の練り方を、短い間に交互に反転させることで波動を帯電させ、電気を帯びた「波動拳」を撃ち出す。殺意の波動の気を少しの間制御することで可能となったもので、殺意の波動を完全に克服すると使えなくなるとされる。
『ストIII』シリーズでは発動後、ボタンを押し続けることで溜め撃ちが可能で、最大5段階まで性能を上げられる。『ストIII 2nd』以降では、レバー入力と他のボタン連打で溜まるのが早くなる。威力は低いが、ガード不能（ブロッキングは可能）で気絶値が高い。
『ストV』では「電刃練気」効果時間中の「真空波動拳」が本技に変化。威力とスタン値が強化されるが、従来作とは異なり溜めが不可能。ガード不能ではなく、ガードクラッシュを誘発するなど「真空波動拳」の単純な強化版のような技になっている。

滅・波動拳〔めつ・はどうけん〕
『ストIV』におけるウルトラコンボの一つ。力を溜めた後、紫色の強力な「波動拳」を撃ち出す。
後述する「殺意リュウ」が先に同名の技を使用しているが、こちらは「真空波動拳」の単純な強化版となっている。リベンジゲージの量によっては同作における「真空波動拳」よりも威力が大きくなるが、技後によろける演出があるため隙も大きい。

真空竜巻旋風脚〔しんくうたつまきせんぷうきゃく〕
初出は『ストZERO』。体をひねって勢いをつけた後、しばらくの間その場で「竜巻旋風脚」を放ち続ける。
通常の「竜巻旋風脚」とは異なりその場から移動せず、相手キャラクターを巻き込むように連続ヒットしてダメージを与えるのが特徴。ただし空中の相手に対しては相手を弾き飛ばしてしまい、威力が大幅に低下する。またスーパーコンボおよびそれに準ずる作品で空中で使用できるのは『ストEX』シリーズのみ。
『ストIV』『ストV』『スト6』ではEX技 / OD技で実装されており、画面端のコンボ火力を大幅に引き上げることができる。

暴風竜巻旋風脚〔ぼうふうたつまきせんぷうきゃく〕
『ポケットファイター』にて使用。頭上に雨雲を呼び起こして「真空竜巻旋風脚」を繰り出す。

真・昇龍拳〔しん・しょうりゅうけん〕
初出は『ストIII』。「昇龍拳」の強化版。強力なアッパーを繰り出し、最初の一撃がクリーンヒットしたときのみ、すかさず逆の腕でのアッパーと飛び膝蹴りを垂直に繰り出して追撃する。
リュウの使用する技の中でも特に威力が高いが、根本部分をヒットさせないと、単に多段ヒットまたは単発ヒットの「昇龍拳」となり、『スト6』を除いて威力が大幅に低下する。『MvC3』では空振り時の昇龍拳に攻撃判定がなく、代わりに初段の攻撃範囲が広がっている。
「真・昇龍拳」という名称自体は、中平正彦の漫画『ストリートファイターZERO』が初出であり、ゲームに逆輸入された。「殺意の波動」を克服したリュウの偽りでない「まこと」の昇龍拳という考えから生まれており、「真」の字はOVA『真魔神伝 バトルロイヤルハイスクール』から取られている。ゲームのストーリー上の設定としては、この技はリュウがある闘いの最中、無意識のうちに繰り出した技が原型であるとされている。
『頂上決戦 最強ファイターズ SNK VS. CAPCOM』（以下『最強ファイターズ』と表記）における隠し必殺技版では、初段のモーションが後述の「滅昇龍拳」のものになっている。こちらは間合いによって威力やモーションが変化することはない。
『スマブラ』シリーズでは「最後の切りふだ」の一つで、相手との距離が近い時に自動的に分岐し、攻撃力・吹っ飛ばし力共に優れる。またダメージが高い相手に決め、撃墜が確定的となるふっとばしを与えた場合、『ストIV』と同じフィニッシュ演出が発生する。

滅昇龍拳〔めつしょうりゅうけん〕
『ZERO3』におけるレベル3専用スーパーコンボ。踏み込みながらの「正中二段突き」から、そのまま「昇龍拳」につなぐ。
「正中二段突き」の部分はヒット時の間合いが遠くなるほど威力が上がり、最も遠い間合いでヒットさせると「真・昇龍拳」に派生して威力も大幅に上昇する。またこの技で相手をKOした際の勝利ポーズがあり、相手に背を向けて佇むものとなる。

滅・昇龍拳〔めつ・しょうりゅうけん〕
『スーパーストリートファイターIV』にて追加されたウルトラコンボ。「真・昇龍拳」を表裏反転したような動作で、ショートアッパーで相手の側腹部を撃ち上げ、浮かせた相手の下顎部に「昇龍拳」を逆の腕で即座に撃ち込み、殺意の波動で拳撃の質量を増幅させ強引に上空に吹き飛ばす。
「真・昇龍拳」と同様、クリーンヒットしなかった時は低威力の多段昇龍拳となる。

烈風迅雷掌〔れっぷうじんらいしょう〕
『ポケットファイター』におけるマイティコンボの一つ。前進しながらジャブとボディブローの連撃を繰り出し、最後に「真・昇龍拳」を放つ。この「真・昇龍拳」は『ストIII』シリーズのものとは違い、アッパーと「昇龍拳」を放つ腕が逆になっている。

真・波掌撃（しん・はしょうげき）
『スト6』におけるスーパーアーツの一つ。「波掌撃」の強化版。ボタンを押し続けて溜めることが可能で、最大3段階まで性能を上げられる。

モードチェンジ
『マーヴル VS. カプコン クラッシュ オブ スーパーヒーローズ』にて使用。対応したボタンに応じて使用する技や道着の色をケンや豪鬼をベースとしたものへ切り替える。モードチェンジすると技の性質だけでなく、ハイパーコンボやヴァリアブルコンビネーションまで完全に別キャラクターのものに変化する。またゲージさえあれば何度でもチェンジできるほか、再発動することでリュウモードに戻ることも可能。現在の状態と同じモードへのコマンドは無効となる。
同作品にケンと豪鬼がプレイヤーキャラとして登場しないために用意された技であり、彼らを使用できる後のシリーズ作品では削除されている。PlayStation版『マーヴル VS. カプコン クラッシュ オブ スーパーヒーローズ EXエディション』では、隠しキャラクターとして最初からケンモードや豪鬼モードで開始するバージョンも追加されている。

ケンモード
『マーヴル・スーパーヒーローズ VS. ストリートファイター』（以下『MSHvSF』と表記）のケンをベースとした性能になる。「稲妻かかと割り」「昇龍裂破」「神龍拳」「疾風迅雷脚」などが使用でき、一部の技には赤い炎の演出も追加される。

豪鬼モード
『MSHvSF』の豪鬼をベースとした性能になる。「頭蓋破殺」「天魔空刃脚」「阿修羅閃空」「瞬獄殺」などが使用でき、一部の技には紫の炎や電撃の演出が追加される。キャラクターの配色は後述の「殺意の波動に目覚めたリュウ」と似ているが、構えや動作、性能は豪鬼に準じたものになる。なお「波動拳」などの必殺技に関しては、性能は変化しても技名に「豪」は付かない。

波動覚醒〔はどうかくせい〕
『UMvC3』にて使用。一定時間、青いオーラを全身に纏った状態になる。
この状態では体力が少しずつ減少していく代わりに機動力が大幅に上がり、さらに「真空波動拳」と「真空竜巻旋風脚」が以下の技に変化する。

真・波動拳
「波動覚醒」中に「真空波動拳」を発動するとこの技に変化し、ビームが画面端で反射するようになる。ただしこちらは方向調整は不可。

真・竜巻旋風脚
同じく「波動覚醒」中に「真空竜巻旋風脚」を発動するとこの技に変化し、巨大な竜巻と落雷を全画面にわたって巻き起こすようになる。

真空みだれ打ち
『ストリートファイター ザ・ムービー』にて使用。連続パンチから連続キックにつなぐ。

### 他キャラクターとの合体技
W真空波動拳〔ダブルしんくうはどうけん〕
『XMvSF』および『MSHvSF』でのケンとのヴァリアブルコンビネーション。2人同時に真空波動拳を放つ（本来、ケンは真空波動拳を使わないが、この時だけ使用する）。また『PROJECT X ZONE 2:BRAVE NEW WORLD』ではケンとの複数技として「双龍波動拳〔そうりゅうはどうけん〕」を使用する。
どちらも元は劇場版アニメ『ストリートファイターII MOVIE』のクライマックスで彼らが繰り出した「双竜波動拳〔ダブルはどうけん〕」。

双龍拳〔そうりゅうけん〕
『NxC』でのケンとのMA（マルチプルアサルト）攻撃。敵の前後から飛び込んでからの連撃の後、2人同時に昇龍拳を叩き込む。坂井孝行による前述の劇場版アニメのコミカライズ版では「双（ダブル）昇龍拳」が登場しており、双竜波動拳をベガに避けられた2人が最後のもう一撃として使用した。
『PROJECT X ZONE』（以下『PXZ』と表記）でも複数技としてこの技を使用するが、演出が変更され、挟み込んで2人同時に行う波動拳、竜巻旋風脚、昇龍拳の連続技になっている。また同作でのリュウはケンとのペアユニットになっているため、その他の使用技もすべてケンとの同時攻撃になっている（例として「滅･波動拳&神龍拳」など）。

正義と勇気の3プラトン〔せいぎとゆうきのスリープラトン〕
『NxC』でのケン、島津英雄（『ジャスティス学園』シリーズのキャラクター）とのMA攻撃。2人の敵に対しリュウと英雄がそれぞれ飛び込み攻撃からの真・昇龍拳および島津流真実直拳を叩き込み、落下してきた敵を2人まとめてケンが神龍拳で追撃する。
技名は『燃えろ!ジャスティス学園』における同名の3人合体技システムより。
また『ストリートファイターEX3』（以下『ストEX3』と表記）では、ケンまたはさくらのパートナーにリュウがいた場合、該当キャラクターが発動する技としてリュウとのメテオタッグコンボ（合体技）が存在する。こちらはリュウ自身が発動する技ではないため詳細は省略する。

### 風の拳
中平正彦の漫画『RYU FINAL』にて登場した技である。同作ではリュウが長年追い続けてきた、「真の格闘家」への答えとして「一撃必殺の境地を越えた」究極の形をリュウが見出す展開で、この技が生まれる。
『RYU FINAL』作中の「風の拳」
強敵ダッドリーとの対決の最中、それまでとは違う境地に目覚めたリュウが初めて放った。リュウが求めていた「真の一撃必殺」の完成形としてあるこの技の極意は、破壊ではなく相手の戦意を削ぐことにある。その極意をもってリュウは、サガット、ケンら宿敵・ライバルとの決着を収め、そして豪鬼との宿縁に幕を下ろす。「殺意の波動」とは対極を成す形の技として、テーマに密接した存在として描かれた。
ダッドリーとの闘いで披露した「風の拳」は、彼のはなった「コークスクリュブロー」の拳の向きにあわせるため打ち込んだ拳の甲が内側に向くように捻られているのが特徴で、この型はセービングアタックで使われている。

ゲームでの「風の拳」
稼動・発売された対戦型格闘ゲームには登場していないが、開発中止となった『カプコンファイティングオールスターズ』ではこれに似た技「疾風の拳」があった。
『NxC』や『PXZ』ではスキルとして「風の拳」が登場しているが、いずれも敵を直接攻撃する技ではない。
『ウルIV』のオメガエディションでは相手の攻撃を受け流す「葉流し」と相手に拳を向けずに気のみで反撃する「一心」で使用。

## 殺意の波動に目覚めたリュウ
殺意の波動に支配された状態のリュウ。「殺意リュウ」とも略される。黒の道着を身に着け、肌の色は浅黒い姿で表され、『NAMCO x CAPCOM』では普段の白い道着が、殺意の波動に目覚めると同時に黒に変色する演出がある。
基本的に「もしリュウが殺意の波動に目覚めたら?」という設定の、いわばif的な存在であるため、一部を除いてストーリー上でこの状態が正史になることはない。
初出は『ストZERO2』の北米版『Street Fighter ALPHA2』（以下『ALPHA2』と表記）であり、同ゲームでのキャラクター名は「Evil Ryu」。ザンギエフやダルシムとともに裏性能の隠しキャラクターとして登場し、隠しコマンドを入力することで使用できた。この時点では単なるリュウのバージョン違いに過ぎず、各種メッセージやエンディングなどは通常のリュウと全く同じものだった。
『ALPHA2』のこのリュウの存在が知られたことで、「殺意の波動に目覚めたリュウを使いたい」という要望が国内のプレイヤーによりカプコンに寄せられ、『ストZERO2 ALPHA』にて隠しキャラクターとして登場したという経緯がある。『ストZERO2 ALPHA』全体の調整により、『ALPHA2』の同キャラクターよりも性能が低下している他、通常のリュウとは異なる独自の勝利メッセージや中間デモ、エンディングなどが追加された。同作の日本版の殺意リュウについては「Black Ryu」という英字表記が攻略本などで使われている。またセガサターン移植版『ストZERO2』では『ALPHA2』と同様のコマンドで「殺意の波動に目覚めたリュウ」が使用でき、こちらは『ALPHA2』に準じた性能で『ストZERO2 ALPHA』と同様のメッセージおよびデモが搭載されている。『ストZERO2 ALPHA』の移植版にあたるセガサターン・PlayStation版『ストリートファイターZERO2'』にも登場する。
『ストZERO2 ALPHA』の殺意リュウにおける勝利メッセージの台詞は、波動に精神を囚われた状態と我に返った状態が半々で、後者では道を誤ったことへの後悔や力への恐れが見られるものとなっている。対CPU戦のボスは通常のリュウと同じく豪鬼であるが、殺意リュウの場合は意識が混濁した状態で師匠の敵である豪鬼を前にし、勝利後のエンディングシーンにおいて失踪するという結末になる。
続編の『ストZERO3』のアーケード版では登場しないが、家庭用および『ストリートファイターZERO3↑』での追加キャラクターとして再び登場した。ここでは、精神は殺意の波動に引き寄せられ、殺意の波動とそれに目覚めた自分を肯定する様子が勝利メッセージ画面の台詞からうかがえる。同作の対CPU戦を殺意リュウでプレイした場合、ボスとして真・豪鬼が登場する。その戦いに勝利したエンディングシーンでは、殺意リュウ自身の台詞により豪鬼を「殺した」ことが語られ、殺意リュウは殺意の波動に完全に魅入られて第二の「拳を極めし者」へと変貌する（この時に「滅」の字を背負う演出がなされる）。以降のゲームの「殺意の波動に目覚めたリュウ」はいずれも完全に殺意の波動に呑まれた状態での登場であり、PlayStation版『ストリートファイターEX plus α』（以下『ストEX plus α』と表記）を除いてはゲームクリア後のエンディングシーンでは正気に戻ることなく失踪する。
『ストEX plus α』では辛うじて己の拳の間違いに気づき、格闘家として修行をやり直すことで、殺意の波動を克服しようとするリュウの姿が描かれている。また『ストリートファイターZERO3↑↑』のイングリッドのストーリーではベガによって殺意の波動を引き出されたリュウが登場し、このリュウに勝利した場合、正気を取り戻すシーンが演出される。
『スーパーストリートファイターIV アーケードエディション』（以下『スパIV AE』と表記）でも登場。本作では、頭髪は豪鬼のように赤黒く染まり毛が逆立ち、肌が褐色になり、黒くなった道着は袈裟懸けに破れている。また胸部には背中まで突き抜けた巨大な穴状の傷（背中側は6方向に裂けている）が存在する。眼が赤く光り、全身から常時炎のような気が放たれている。リュウの記憶は遺すものの精神は喪失し、従来作以上に強者への殺人衝動が強くなっている。『ウルIV』のオメガエディションでは新たな技も追加され、豪鬼のように重い闘い方ではなく、とにかく荒々しい闘い方が目立つ。
『ウルトラストリートファイターII』（以下『ウルII』と表記）では後のシリーズから逆輸入される形で登場。アーケードモードには出現しないが、バディファイトの2戦目の相手として登場。BGMを『ニュージェネレーション』に設定している場合は新たに作曲された専用BGMが流れる。ボイスはクラシック、ニューともにリュウのボイスを加工した物が使用されている。エンディングでは、『ストZERO2 ALPHA』などと同じく、正気に戻ることなく失踪する。
『スパIV AE』で殺意の波動に目覚めたリュウのデザインが変更されたことに関して、アシスタントプロデューサーである綾野智章は「ユーザーの反応を知るのが怖かった」と語っている。
『MvCI』ではダウンロードコスチュームとして登場。同作では『ストIV』のデザインをベースに、道着は破れていない代わりに体毛の白化が加わっている。

### ゲーム上の特徴（殺意リュウ）
殺意の波動に目覚めたリュウは、必殺技の性能が通常のリュウとは異なり全体的に豪鬼に近い性能となっている。破壊の衝動に駆られ、死闘を求めて戦いを繰り返すが、わずかに本来のリュウの精神を残しており、完全な「殺意」に囚われていない。豪鬼の持ち技が使えるようになっているが、豪鬼が使う同様の技よりキレや威力は劣っている。
通常のリュウの技はそのままに、移動技「阿修羅閃空」や、スーパーコンボ「滅殺豪昇龍」、「瞬獄殺」が追加されている。必殺技も豪鬼同様、弱以外の「昇龍拳」や「竜巻旋風脚」は複数ヒットする。しかし「竜巻旋風脚」の動作速度は通常のリュウと同じであるため、豪鬼と同じ連続技を決めることができない場合が多い。
『ストZERO2 ALPHA』と『ストZERO3』における「瞬獄殺」は移動を始めるまでが豪鬼よりも一瞬遅い。だが『ALPHA2』およびサターン版『ストZERO2』での「波動拳」は目前の相手にヒットさせれば弱であっても「灼熱波動拳」となりダウンさせることが可能で、豪鬼のものよりも性能が高い。また豪鬼の特性を受け継いでおり、他のキャラクターと比べて気絶しやすいという弱点もある。
『スパIV AE』では新技が追加され、阿修羅閃空が弱体化したが瞬獄殺が大幅に強化されている。
特定の条件を満たすとセスの後に乱入する。乱入した殺意リュウは「阿修羅閃空」発動直後から移動中に他のあらゆる攻撃（必殺技、通常技、通常投げ）にキャンセルすることができるなど通常版より非常に強力になっている。
『ウルII』ではリュウと比較して性能が上がった代わりに体力が低下している。また距離を問わずに常に遠距離用の通常技が出るという特徴があり、キーを後ろに入れることで近距離用の通常技を繰り出せる。スーパーコンボは「瞬獄殺」。

### 技の解説（殺意リュウ）
通常のリュウが使用できない技や、性能の差異を中心に記載する。

#### 特殊技（殺意リュウ）
頭蓋破殺〔ずがいはさつ〕
『スパIV AE』にて「鎖骨割り」と入れ替わる形で使用。その場で手刀を打ち下ろす。「鎖骨割り」と同様、しゃがみガード不能な中段技。

臓抜き（ぞうぬき）
『ウルIV』のオメガエディションにて使用。1歩退き下がり力を溜めてから渾身のストレートフックを放つ。最大まで溜めると3ヒットし、飛び道具を打ち消すことができる。

旋武脚〔せんぶきゃく〕
『スパIV AE』にて「旋風脚」と入れ替わる形で使用。ローリングソバットに似た技で、竜巻旋風脚に繋げられる。

天魔空刃脚〔てんまくうじんきゃく〕
『CvS』、『ハイパーストリートファイターZERO』（以下『ハパZERO』と表記）のSHADALOO-A、『スパIV AE』にて使用。前方ジャンプからのみ出せる急降下蹴り。
『スパIV AE』では「百鬼豪刃」の動作で脚を対地50°に構え、対地60°の蹴り（豪鬼は対地45°）を繰り出す。

#### ターゲットコンボ（殺意リュウ）
近距離立ち中パンチ→遠距離立ち強パンチ
『CvS2』から使用。『ストIII』シリーズでの豪鬼と同様のターゲットコンボ。
『スパIV AE』では遠距離立ち中パンチ（正拳突き）からも発動できる。『ウルIV』のオメガエディションでは遠距離中パンチ始動の場合、「鬼哭突き」が2ヒットになる。

近距離立ち中パンチ→近距離立ち強パンチ
『ウルIV』のオメガエディションにて使用。浮かせ技。

#### 必殺技（殺意リュウ）
波動拳〔はどうけん〕
豪鬼の「豪波動拳」よりも黒ずんだ紫色の気弾を放つ。EX版はケンのものと同様に地上の相手がダウンしない。

灼熱波動拳〔しゃくねつはどうけん〕
『スパIV AE』ではコマンドと動作内容が豪鬼と同一になっており、ヒット数も豪鬼のようにボタンに応じて変化する。

斬空波動拳〔ざんくうはどうけん〕
『ハパZERO』のSHADALOO-Aにて使用。空中から地上に向けて片手で「波動拳」を放つ。
弱中強の順に気弾のスピードが上がる一方、それにつれて射程距離は短くなる。技の発生は『ストZERO2』以降の豪鬼のものより速く気弾の見た目も大きいが、実際の気弾の当たり判定は小さい（地上版も含む）うえ、射出後の硬直時間が長い。

落陽波動拳〔らくようはどうけん〕
『ウルIV』のオメガエディションにて使用。「波動拳」「斬空波動拳」の変形版で、滅殺の構えから近距離立ち強パンチの動作で波動拳を真上に放つ。
画面上端に達した気弾は此処で初めて攻撃判定を伴い斜め前方に落下するため、発生が非常に遅い。

昇龍拳〔しょうりゅうけん〕
『スパIV AE』では、リュウの強版は『Ver.2012』にて1ヒットに変更されたが、殺意リュウの強版は2ヒットのままとなっている。EX版は豪鬼の「豪昇龍拳」と同様に3ヒットする。
『ウルIV』のオメガエディションのEX版は、最初に背を向け掌底アッパーを繰り出し、3ヒットの昇龍拳を放つ。昇龍拳は波動を持った掌を掲げながら行うもので、1ヒットごとに殺意の波動が炸裂する。

竜巻旋風脚〔たつまきせんぷうきゃく〕
豪鬼の「竜巻斬空脚」と同様、弱版は相手を浮かして追撃でき、中・強版は複数ヒットする。
『スパIV AE』では中・強版で出だしの膝で攻撃できる点も豪鬼と同様になっている。
『ストEX3』ではケンのものと同様に従来作に準じた動作となっており、空中での使用も可能。

空中竜巻旋風脚〔くうちゅうたつまきせんぷうきゃく〕
豪鬼の「空中竜巻斬空脚」と同様、空中の相手にヒットすると追撃できる。

竜爪脚〔りゅうそうきゃく〕
『スパIV AE』にて使用。片足を高く掲げた後、踵落としをしながら地を踏み鳴らす。技の発生は遅い。EX版は中段属性になり、相手はダウンする。

竜咬砕〔りゅうこうさい〕
『ウルIV』のオメガエディションにて、EX竜爪脚の代わりに追加された技。3ヒットする竜爪脚の後に前傾姿勢の威嚇で地を踏鳴らし、波動を吹上げて追撃する。

阿修羅閃空〔あしゅらせんくう〕
豪鬼と同一の移動技だが、『ストZERO2 ALPHA』では技後の硬直時間が豪鬼よりもわずかに長く、『スパIV AE』では移動距離が豪鬼の半分ほどしかない。
『ストEX』シリーズでは腕の構え方や移動の軌道が他のシリーズと異なり、残像を残さない。

羅刹哮〔らせつこう〕
瞬獄殺の下位互換の技。『IV』以前の「瞬獄殺」の動作で襲撃し、「竜咬砕」同様の前傾姿勢の威嚇で弾き飛ばす移動投げ。
発生は非常に速いが移動距離は短く、技後の隙も大きい。

#### スーパーコンボ / ウルトラコンボ
真空波動拳〔しんくうはどうけん〕
通常のリュウの使うものと性能は同じであるが色は変化している。『CvS』ではコマンドが豪鬼の「滅殺豪波動」と同じもの（逆ヨガ×2）に変更されている。

真空竜巻旋風脚〔しんくうたつまきせんぷうきゃく〕
こちらも通常のリュウの使うものと性能は全く同じであるが、『CvS』では削除されている。リュウと同様『ストEX』では空中でも発動できる。

滅殺豪昇龍〔めっさつごうしょうりゅう〕
豪鬼の同名技に準じており、殺意リュウの使う技では唯一豪鬼と同じく「豪」の文字が入っている。
『ストZERO2 ALPHA』や『ストZERO3』では「昇龍拳」を2〜3連発で繰り出す、豪鬼のものと同様の技。
『スパIV AE』ではウルトラコンボの一つで、3回目の昇龍拳の根本部分がヒットすると相手の腹部に拳を打ち込み、そのまま波動を炸裂させながら打ち上げ飛び上がり、拳を開いて掌に黒いオーラを集め、打ち上げた相手目掛けて急降下し側頭部に拳を叩きこんで地面に叩きつけた後、さらに拳を押し込み殺意の波動を打ち付け爆発させる。

瞬獄殺〔しゅんごくさつ〕
LV3専用スーパーコンボ（またはメテオコンボ）。これも豪鬼のものとほぼ同様である。
『ストZERO』シリーズではコマンド完成後の移動が豪鬼よりも一瞬遅い。
『ストZERO3』では相手キャラクターを掴むのに失敗するとわずかの硬直時間が発生する。また技のヒット数は豪鬼の15ヒットに対してこちらは12ヒットであるなど性能が劣っている。
『CvS』以降では、この技でとどめを刺すと「滅」の文字をバックにした専用演出となる（『ストZERO』シリーズおよび『ストEX』シリーズは豪鬼と同じ「天」）。技後に取るポーズは『ストZERO2』、『ALPHA2』、『ストZERO2 ALPHA』と『ストEX』シリーズでは正面向きで腕を組むが、『ストZERO3』以降では豪鬼と同じく背中を向けるものとなっている。
『ストIV』シリーズでは大幅に強化され、豪鬼と狂オシキ鬼の突進距離が「阿修羅閃空」に準拠し前者が2キャラ分弱、後者が2キャラ分に対し、殺意リュウのものは4キャラ分弱と優れており、突進時の動作も「真・瞬獄殺」そのままである。

電刃波動拳〔でんじんはどうけん〕
『EX3』でのメテオコンボ。詳細は前述の通り。

滅・波動拳〔めつ・はどうけん〕
『CvS2』、『スパIV AE』にて使用。両作品で性能が全く異なる。
『CvS2』ではLv3専用スーパーコンボとして実装。「電刃波動拳」と同様にガード不能（ただしブロッキングは可）で、ヒットすれば気絶値の高い5ヒットの「波動拳」を放つ。気絶値は高いが威力は真空波動拳より低く、暗転解除後に気を溜める動作（所要時間は50フレームで、ボタン連打などによる溜め時間短縮も不可能）があるために気弾を放つのが極端に遅い。
『スパIV AE』ではリュウと同様、ウルトラコンボの一つとして実装。「電刃波動拳」と同様に溜めることができるが、ボタン連打などで溜め時間を短縮することは不可能であり、気弾の威力は最大の溜めでのみわずかに増す。ただし至近距離でそれをヒットさせることで威力は激増、アップで波動が炸裂する演出が生じる。

龍哭波動拳〔りゅうこくはどうけん〕
『最強ファイターズ』での隠し超必殺技。『MARVEL VS.』シリーズの「真空波動拳」と同様の太いビーム状の波動拳を撃つ。
攻撃の発生は早く、画面端まで瞬時に届く。ほとんどの飛び道具（同LVのスーパーコンボ/超必殺技を含む）をかき消すうえ、発動から発射中まで継続してリュウ本体に飛び道具に対する無敵時間があり、削りダメージも大きくガードされても反撃をほぼ受けない強力な技。

#### アスラズ ラースでの技
カプコンのゲーム『アスラズ ラース』のダウンロードコンテンツでリュウで登場し、殺意の波動に目覚めたリュウとしても戦う。殺意の波動に目覚めたリュウ時は『アスラズラース』のシステムで戦うこととなり、その際必殺技の多くの性能が大幅に変更されている。ここでは『スパIV』との技の違いおよび、『アスラズ ラース』の主人公アスラの技に対する動作を記述する。
遠距離強パンチ
近距離強パンチ→竜爪脚→しゃがみ中パンチのコンボの時に発動する演出で、本技と同時にアスラが拳を放ちクロスカウンター状態となり、互いに離れると今度は頭突きを繰り出し、最後に渾身の頭突きを互いに放つ。

セービングアタック
攻撃時の踏込みが非常に長く、突進技のような挙動。ヒットすると鬼哭突きのコンボを始める。

天魔空刃脚〔てんまくうじんきゃく〕
原作と異なり吹っ飛ばされた後にも使用し、降下速度は著しく速い。

波動拳〔はどうけん〕
弾速が非常に高速になっている。

灼熱波動拳〔しゃくねつはどうけん〕
リュウのものと同じ性能で、発生が速く2ヒットする。

竜巻旋風脚〔たつまきせんぷうきゃく〕
基本的にEX版を発動する。殺意リュウがダウンして起き上がる際にアスラが近くにいると発動する。多段ヒットはしないが風圧によって範囲が非常に広くなり、ダメージが大きい。

竜爪脚〔りゅうそうきゃく〕
単発で出すことはなく、セービングアタック→近距離強パンチ→竜爪脚→しゃがみ中パンチ→立ち強パンチ→昇龍拳のコンボで発動する。

瞬獄殺〔しゅんごくさつ〕
フィニッシュ時に発動する。アスラが殺意リュウに向かって走り出すと殺意リュウが瞬獄殺の構えでアスラに近づき、瞬獄殺の暗転、炎と殺意の波動の衝撃波のぶつかり合いの中の2人の殴り合いが始まる。アスラが負けるとリュウが「滅」の文字と共にKOし、アスラが勝つと、リュウが「滅」の文字を背負う横で「怒」の文字をアスラが背負う演出が起きる。

滅・波動拳〔めつ・はどうけん〕
アスラが地上でラピッドシュートを撃ち続けていると殺意リュウが強制的に発動。
太いビーム状の波動拳となっており、龍哭波動拳〔りゅうこくはどうけん〕に性能が近い。発生してからは避けることができない。

滅殺豪昇龍〔めっさつごうしょうりゅう〕
原作よりも演出が派手になり、地形変動を起こすほどの力で地面に叩きつけ、最後にアスラを蹴り飛ばす。
瞬獄殺での相打ちになるとバトルが終了し、殺意リュウはリュウの姿に戻る。その際、貫かれた胸の傷や黒い道着、焦げたハチマキなども元に戻る。

## 影ナル者
リュウから乖離した「殺意の波動」の化身。「殺意の波動に目覚めたリュウ」とは違い、殺意の波動の化身という思念体のような形で登場。姿形はリュウそのもので服装は道着を上半身だけ脱いだ状態。肉体の一部からオーラのような光が漏れ出し、また頭部には鬼の角のようなものが付いている。目は豪鬼などと同じように白目の部分は黒く、黒目の部分は赤い。
殺意の波動に目覚めたリュウに比べると破壊衝動よりも殺人衝動が強い。
ゼネラルストーリーで己が有する殺意の波動の「力」を「自身の力の一部」とリュウが受容したことで、リュウの心身の支配を求めていた殺意の波動の「精神」が乖離して自我を持ちリュウの姿で強者との死合いを求め彷徨い始める。その後、同じく殺意の波動を秘めるサガットや豪鬼の所に現れ力を受け入れるよう促すも、サガットには「確かな強さだが、お前では帝王の心は砕けない」と一蹴され、「魂なき影法師風情」と断じた豪鬼には「真の一撃は肉のみにて練るに非ず、殺意のまま突くに非ず」と言われ、新たな奥義「崩天正拳撃」で打ち消された。
秘める殺意の波動を受け入れたリュウ本人からは「在りたければ在るがいい」「去りたければ去るがいい」と言われ、リュウの「ありのままの自分を受け入れる」という考え方を理解できずに消滅した。

### ゲーム上の特徴（影ナル者）
影ナル者はリュウや豪鬼、殺意リュウとも違う独自の性能を持つ。体力の低さに加え「波動拳」が飛ばないため遠距離戦は難しく、「竜巻旋風脚」が「空靂刃」に置き換えられる、「阿修羅閃空」はVトリガー[I]発動時限定、強襲用の禊と瞬獄殺はVトリガー[II]発動時限定と、相手に接近するための手段が限られているため、よりプレイヤーの工夫が必要になっている。

#### Vシステム（影ナル者）
穿波活殺〔せんはかっさつ〕 [VスキルI]
構えた後に大きく踏み込みながら、斜め下から叩きつけるような拳打を放つ。
ボタンホールドで威力が上昇するほか、構え動作中は1回限りのアーマー判定がある。
Vトリガー[I]発動中は突進距離と移動速度が上昇し、モーションも通常とは逆の手での直突きに変化する。最大ホールドで相手を膝崩れダウンさせられる。

赤影拳〔せきえいけん〕 [VスキルII]
小さく前方に飛び上がり、上から拳を振り下ろす。豪鬼の「赤星拳」や狂オシキ鬼の「赤星地雷拳」に似た技。
Vトリガー[I]発動中は、垂直に飛び上がってから大きく前方に飛び込んで拳を叩きつける技に変化。ヒット後は追撃が可能。またEX版の「空中波動拳」、「空靂刃」、「空中空靂刃」をキャンセルして出すこともできる。

大逆無道〔たいぎゃくむどう〕 [VトリガーI]
「阿修羅閃空」が使用可能になるほか、Vスキルの性能が強化される。

六道鏖殺〔りくどうおうさつ〕 [VトリガーII]
「禊」と「瞬獄殺」が使用可能になる。

旋武撃〔せんぶげき〕 [Vリバーサル]
大振りのストレートフックで反撃する。

夜叉突き〔やしゃづき〕 [Vシフトブレイク]
前進しながら正面に手刀を繰り出す。

#### 通常投げ（影ナル者）
背負い投げ〔せおいなげ〕
相手の胸倉を掴み、担がずにそのまま持ち上げて地面に叩き落とす。

巴投げ〔ともえなげ〕
相手の胸倉を掴み、後ろに倒れ込みながら投げ飛ばす。

#### 特殊技（影ナル者）
頭蓋破殺〔ずがいはっさつ〕
大きく踏み出し手刀を打ち下ろす、しゃがみガード不能技。
豪鬼たちとは動作が表裏反転している他、1ヒットのみで踏み込む距離が大きい。

天魔空刃脚〔てんまくうじんきゃく〕
前方ジャンプからのみ出せる「百鬼豪刃」に似た急降下蹴り。

鬼哭突き〔きこくづき〕
踏み込みながら突きを繰り出す。従来の遠距離立ち強パンチが特殊技に昇格したもの。

鬼哭裂斬〔きこくれつざん〕
「鬼哭突き」から立ち強キックに繋げるターゲットコンボ。

赤影豪斬拳〔せきえいごうざんけん〕
Vスキル[II]選択時のみ使用可能。鬼哭裂斬から赤影拳に繋げるターゲットコンボ。通常版は鬼哭裂斬のヒット時のみ発動できる。

#### 必殺技（影ナル者）
波動拳〔はどうけん〕
気弾は飛ばさず、片手で目の前に気を噴出させる。EX版は僅かな距離に気弾を飛ばすためリーチが増し、ヒットすると相手を膝崩れダウンさせる。

空中波動拳〔くうちゅうはどうけん〕
豪鬼の「斬空波動拳」とは違い、真横に波動拳を放つ。前方ジャンプ中しか発動できず射程は短いが、EX版は気弾が消えない。

灼熱波動拳〔しゃくねつはどうけん〕
豪鬼や『スパIV AE』の殺意リュウと同じ特性を持つ、多段ヒットの飛び道具。震脚を踏みつつ両腕に炎の気を溜め、前方に放つ。

昇龍拳〔しょうりゅうけん〕
リュウたちとは逆の腕でアッパーカットを繰り出す。性能は豪鬼の「豪昇龍拳」に準じ、ボタンの強弱によってヒット数が変わる。
EX版はケンや豪鬼と同様に「滅殺豪昇龍」の動作になる。

空靂刃〔くうれきじん〕
「竜巻旋風脚」の代わりとなる技。前方に小さく外回しで跳躍し、頂点で素早く脚を真横に振り抜き降下・着地する。
ボタンの強弱に問わず1ヒットだが、ヒットすれば「昇龍拳」で追撃ができる。
EX版は相手を高く吹き飛ばすため、「昇龍拳」以外の必殺技でも追撃ができる。

空中空靂刃〔くうちゅうくうれきじん〕
放物線を描くように下降しながら脚を振り抜く。
「空靂刃」の空中版だが、性能は「空中竜巻旋風脚」に近い。EX版はヒットさせると相手が壁で跳ね返るため追撃ができる。

竜爪脚 〔りゅうそうきゃく〕
殺意リュウのものと動作は同じ。片足を高く掲げた後、踵落としをしながら地を踏み鳴らす。技の発生は遅い。
EX版は裏構え挙動の中段属性になり、相手はダウンする。

阿修羅閃空
Vトリガー[I]発動中に使用可能な移動技。豪鬼や殺意リュウと異なり最初の構えが無く、動作も素早い。
必殺技を含めたほとんどの技からキャンセルして出せるほか、空中でも使用可能。

禊〔みそぎ〕
Vトリガー[II]発動中に使用可能。真上に飛び上がり、相手の位置に真上から急降下しながら手刀を振り下ろして攻撃する。
必殺技を含めたほとんどの技からキャンセルして出せる。キャンセル時に限り空中でも発動可能。

#### クリティカルアーツ（影ナル者）
滅・昇龍拳〔めつ・しょうりゅうけん〕
相手の顎に強烈なアッパーの一撃を叩き込み、続けて鳩尾に膝蹴りを打ち込み、そのまま飛び上がって相手を吹き飛ばす。その際、背景が赤く染まり黒いシルエットの状態になる。

瞬獄殺〔しゅんごくさつ〕
Vトリガー[II]発動中に使用可能。コンボ中でも成立する性能だが、突進距離は豪鬼よりも僅かに短い。
豪鬼のものと同じく攻撃の様子が映し出されるが、後半は背景が赤く染まりシルエットの状態で豪鬼よりも遥かに速く、肘鉄なども交えた荒々しい連撃を叩き込む。

## 三種の神器
『ストI』から全作を通じて使われている「波動拳」（はどうけん）、「昇龍拳」（しょうりゅうけん）、「竜巻旋風脚」（たつまきせんぷうきゃく）の3つの技は、一部で「三種の神器」と呼ばれるようになった。このことから、他の格闘ゲームの必殺技コマンド入力を確認・説明する場合などに「波動コマンド」「昇竜コマンド」というように使われている。
この3つの技を考案したのは西山隆志であり、西山によるとパンチとキックだけではゲームとしてのダイナミックさに欠け、より奥深い駆け引きを実現するにあたってできることを考えたときに必殺技のアイデアが生まれたという。「昇龍拳」が無敵技となったのは『ストI』のプランナーである松本裕司によるアイデア。
『ロックマンX』シリーズにも隠し要素などに採用されており、特に「波動拳」「昇龍拳」は複数のキャラクターが使用する。『デビルメイクライ』シリーズにも「昇龍拳」「竜巻旋風脚」をモデルにした攻撃アクションが存在している。
また各雑誌に掲載されているコラムや漫画などでも、ツッコミなどで「昇龍拳」が使われることがあり、ゲーム業界以外にも影響を与えている。お笑い芸人の猫ひろしは「昇龍拳」を自らのギャグとして使用している。

## 声優
格闘ゲームでの担当声優
- 石塚堅（『ストリートファイターZERO』、『ストリートファイターZERO2』、『ストリートファイターEX』シリーズ）
- 保志総一朗（『スーパーパズルファイターIIX』、『ポケットファイター』）
- 高木渉（『ストリートファイターIII』、『ストリートファイターIII 2nd IMPACT』）
- 森川智之（『ストリートファイターZERO3』、『CAPCOM VS. SNK』シリーズ、『SNK VS. CAPCOM SVC CHAOS』、『NAMCO x CAPCOM』、ドラマCD『ストリートファイターZERO3 ドラマアルバム』）
- 大川透（『ストリートファイターIII 3rd STRIKE』）
- 高橋広樹（『ストリートファイターIV』以降の関連作品）
- カイル・エベール（『ストリートファイターIV』以降の英語音声）

その他の関連作品での担当声優
- 島田敏（ドラマCD『ストリートファイターII 春麗飛翔伝説』など）
- 清水宏次朗（劇場版アニメ『ストリートファイターII MOVIE』）
- 大塚明夫（『ストリートファイターII〜よみがえる藤原京〜 ロマントピア藤原京'95』）
- 辻谷耕史（テレビアニメ『ストリートファイターII V』、ドラマCD『ストリートファイターZERO 外伝 〜春麗旅立ちの章〜』、ドラマCD『ストリートファイターZERO2外伝 さくら・もっとも危ない女子高生』）
- 氷上恭子（テレビアニメ『ストリートファイターII V』：子供時代）
- ケイン・コスギ（OVA『ストリートファイターZERO -THE ANIMATION-』）
- 加瀬康之（OVA『ストリートファイターZERO: ジェネレーションズ』）
- 平田広明（ハリウッド映画『ストリートファイター』日本語吹替 テレビ放送版）
- 堀内賢雄（ハリウッド映画『ストリートファイター』日本語吹替 ソフト版）
- 武虎（ディズニー映画『シュガー・ラッシュ』、『シュガー・ラッシュ:オンライン』）

## 登場作品

### リュウ
ゲーム
- 対戦型格闘ゲーム
  - 『ストリートファイター』
  - 『ストリートファイターII』シリーズ
  - 『ストリートファイターZERO』シリーズ
  - 『ストリートファイターIII』シリーズ
  - 『ストリートファイターEX』シリーズ
  - 『ストリートファイターIV』シリーズ
  - 『ストリートファイターV』シリーズ
  - 『ストリートファイター6』
  - 『ストリートファイター X 鉄拳』
  - 『ポケットファイター』
  - 『MARVEL VS.』シリーズ
  - 『CAPCOM VS. SNK』シリーズ
  - 『タツノコ VS. カプコン』シリーズ
  - 『CAPCOM FIGHTING Jam』
  - 『Power Rangers: Battle for the Grid』
  - 『スターグラディエイター2 -NIGHTMARE OF BILSTEIN-』（ガンテツのエンディングの背景に登場）
  - 『私立ジャスティス学園 LEGION OF HEROES』（さくらのエンディングの背景にさくらが思い浮かべた人物として登場）

- 対戦型格闘ゲーム以外
  - 『スーパーパズルファイターIIX』（落ち物パズル）
  - 『アドベンチャークイズ カプコンワールド』2（クイズゲーム）
  - 『拳聖土竜』（モグラ叩き）
  - 『アスラズ ラース』
  - 『鬼武者Soul』
  - 『ストリートファイター×オールカプコン』
  - 『Street Fighter X Mega Man』

- カプコン以外の他社製作ゲーム
  - 『対戦ネットギミック カプコン&彩京オールスターズ（麻雀）
  - 『SNK VS. CAPCOM 激突カードファイターズ』シリーズ（カードゲーム、トレーディングカードゲーム）
  - 『頂上決戦 最強ファイターズ SNK VS. CAPCOM』
  - 『SNK VS. CAPCOM SVC CHAOS』
  - 『NAMCO x CAPCOM』（シミュレーションRPG）
  - 『PROJECT X ZONE』シリーズ（シミュレーションRPG）
  - 『FEVER4 SANKYO公式パチンコシミュレーション』（パチンコ）
  - 『TYPING FIGHTER II』（タイピングゲーム）
  - 『TYPING FIGHTER II Plus』（タイピングゲーム）
  - 『ストリートファイター オンライン マウスジェネレーション』
  - 『大乱闘スマッシュブラザーズ for Nintendo 3DS / Wii U』
  - 『大乱闘スマッシュブラザーズ SPECIAL』
  - 『モンスターストライク』※プレミアムガチャによる登場
  - 『グランブルーファンタジー』
  - 『ヴァルキリーコネクト』
  - 『＃コンパス 戦闘摂理解析システム』
  - 『パワーレンジャー: レガシーウォーズ』
  - 『TEPPEN』
  - 『フォートナイト』

漫画
- 『ストリートファイターII-RYU』 神崎将臣著
- 『SUPER STREET FIGHTHRII X 外伝』 伊藤真美著
- 『ストリートファイターZERO』 中平正彦著
- 『さくらがんばる!』 中平正彦著
- 『RYU FINAL』 中平正彦著
- 『ケンガンアシュラ』 原作：サンドロビッチ・ヤバ子、作画：だろめおん

ドラマCD
- ストリートファイターII 春麗飛翔伝説
- ストリートファイターII 復讐の戦士
- ストリートファイターII -魔人の肖像-
- ストリートファイターZERO 外伝 〜春麗旅立ちの章〜
- ストリートファイターZERO3 ドラマアルバム
- ストリートファイターEX ドラマCD
- ストリートファイターEX2 ドラマCD

### 殺意の波動に目覚めたリュウ（登場作品）
ゲーム
- 対戦型格闘ゲーム
  - 『ストリートファイターZERO』シリーズ
    - 欧米版『Street Fighter ALPHA2』、および『ストリートファイターZERO2 ALPHA』以降

  - 『ストリートファイターEX』シリーズ
    - 『ストリートファイターEX plus』
    - 『ストリートファイターEX plusα』
    - 『ストリートファイターEX3』

  - 『ストリートファイターIV』シリーズ
    - 『スーパーストリートファイターIV アーケードエディション』
    - 『ウルトラストリートファイターIV』

  - 『ウルトラストリートファイターII』
  - 『CAPCOM VS. SNK』シリーズ

- 対戦型格闘ゲーム以外
  - 『アスラズ ラース』

- カプコン以外の他社製作ゲーム
  - 『SNK VS. CAPCOM 激突カードファイターズ』シリーズ
  - 『頂上決戦 最強ファイターズ SNK VS. CAPCOM』
  - 『NAMCO x CAPCOM』
  - 『モンスターストライク』（分岐神化時に出現）
  - 『ヴァルキリーコネクト』
  - 『TEPPEN』

漫画
- 『ストリートファイターZERO』 - 中平正彦著

## その他
B-BOYコスチューム リュウ
『Red Bull BC One World Final 2016（レッドブル・ビーシー・ワン・ワールド・ファイナル2016）』でのキャンペーン専用DLコスチュームで、『ストV』の公式サイト「シャドルー格闘家研究所」の「キャラ図鑑」にて個人プロフィールが紹介された。
銅像・ご当地ナンバー
橿原市の大和八木駅前広場に銅像がある。
橿原市は令和5年からご当地ナンバーにリュウを採用している。